# Mundilfari (maan)
Mundilfari is een natuurlijke satelliet van de planeet Saturnus. De maan werd in 2000 ontdekt door B. Gladman en heette in eerste instantie S/2000 S 9 (ook Saturnus XXV). Mundilfari is 7,0 km in doorsnee en draait in tegengestelde richting in 953 dagen rond Saturnus. 
De naam Mundilfari verwijst naar een reus uit de Noorse mythologie. Mundilfari was getrouwd met Glaur en hun kinderen waren zo mooi dat ze hun zoon Mani (maan) en hun dochter Sol (zon) noemden.